# Bundesautobahn 42
Pour les articles homonymes, voir A42.
La Bundesautobahn 42 (BAB 42, A42 ou Autobahn 42) est une autoroute allemande en Rhénanie-du-Nord-Westphalie mesurant 58 kilomètres. Elle relie Kamp-Lintfort à Dortmund en traversant la Ruhr d’ouest en est, tout en longeant l’Emscher, ce qui lui vaut d’être surnommée Voie rapide de l’Emscher.

## Tracé
L’A42 est dotée de 27 sorties numérotées de 1 à 27 de Kamp-Lintfort à Dortmund, est croise 5 autoroutes dans le même sens:
- à Kamp-Lintfort
- à Duisbourg
- à Oberhausen
- à Herne
- à Dortmund